# Norbert Baier
Norbert Baier (* 12. Juli 1948 in Wiesenthau) ist ein ehemaliger deutscher Biathlontrainer und -funktionär. Von 1992 bis 1998 war er Bundestrainer des Männernationalteams, das in dieser Zeit unter anderem drei Staffelolympiasiege feierte. Danach arbeitete er bis 2010 als Technischer Leiter für Biathlon des Deutschen Skiverbands und in verschiedenen Funktionen für die Internationale Biathlon-Union. Ehrenamtlich wirkte Baier bis 2020 als Wettkampfleiter und -sekretär in Ruhpolding und zuletzt von 2016 bis 2024 als Wettkampfbeauftragter für den Biathlon-Deutschlandpokal.

## Werdegang
Baier wurde in Oberfranken geboren und wuchs im oberbayerischen Mittenwald auf. Nach seiner eigenen aktiven Karriere als Skilangläufer und Biathlet, in der er nicht zur internationalen Spitze gehörte, nahm er ab 1976 im Deutschen Skiverband (DSV) Aufgaben als Trainingsleiter für die Biathlon-Männermannschaft wahr – zunächst als Co-Trainer des C-Kaders, später als Verantwortlicher des B-Kaders und als Schießtrainer im A-Kader. Die bundesdeutsche Staffel um Sportler wie Hans Estner und Gerhard Winkler gewann als WM-Dritte 1978 erstmals eine Medaille bei einem internationalen Großereignis und wiederholte diesen Erfolg im olympischen Staffelrennen 1980; vier Jahre später wurde Peter Angerer Einzel-Olympiasieger.
Im Zuge der Deutschen Wiedervereinigung und der damit verbundenen Zusammenlegung der west- und ostdeutschen Biathlonmannschaften kam es ab 1990 im DSV zu Umstrukturierungen, wobei Baier die Position des Schießtrainers im A-Kader beibehielt, während der neunmalige Weltmeister Frank Ullrich aus Thüringen die Verantwortlichkeit für das Laufen übernahm. Cheftrainer des Kaders wurde der frühere DDR-Trainer Kurt Hinze, der Ende 1991 nach Doping-Anschuldigungen von seinem Posten zurücktrat. In dieser Situation stieg Baier 1992 als Hinzes Nachfolger zum Cheftrainer auf und bildete mit Ullrich als Co-Trainer in den folgenden Jahren ein Duo an der Spitze der deutschen Biathlon-Männernationalmannschaft. Baier und Ullrich, denen eine „erstaunlich gute Partnerschaft“ bescheinigt wurde, galten als gegensätzliche Charaktere. Sich selbst sah Baier als „immer eher der lockere Typ“, der sich mit Ullrich – „eine[m] von [der] härteren Sorte“ – gut ergänzt habe. Besonders die ostdeutschen Sportler im Team fuhren während Baiers Zeit als Cheftrainer (in der er sich an der höheren Trainingsintensität der DDR-Rahmentrainingspläne orientierte) Erfolge ein: Die deutsche Staffel unter anderem mit Ricco Groß und Frank Luck gewann von 1992 bis 1998 dreimal in Folge olympisches Gold und triumphierte 1995 und 1997 bei der WM. Mark Kirchner wurde 1992 Sprintolympiasieger und 1993 in der gleichen Disziplin Weltmeister, Ricco Groß entschied 1997 das WM-Rennen über 20 Kilometer für sich.
Baier trat 1998 nach sechs Jahren als Bundestrainer zurück und wurde von seinem langjährigen Co-Trainer Frank Ullrich abgelöst. Im DSV übernahm er anschließend bis zu seinem Ruhestand 2010 die Rolle des Technischen Leiters im Biathlon. Ab 2001 führte er zudem das Technische Komitee im Weltverband IBU (Internationale Biathlon-Union), dem er von 2000 bis 2010 angehörte und damit im Hintergrund für die Abläufe der internationalen Biathlonwettkämpfe zuständig war. 2004 löste er den wegen Bekanntwerdens seiner Stasi-Tätigkeit zurückgetretenen Karl-Heinz Wolf als Leiter der Weltmeisterschaften in Oberhof ab. Als Wettkampfleiter betreute Baier zudem regelmäßig die Weltcups in Ruhpolding und die dort stattfindende WM 2012, wechselte 2015 auf die Position des Wettkampfsekretärs und gab 2020 im Alter von 71 Jahren auch dieses Amt ab.
2016 löste Baier Harald Böse als ehrenamtlicher Wettkampfbeauftragter des Deutschen Skiverbands für den Biathlon-Deutschlandpokal ab. Er organisierte diese Rennserie bis 2024, als ihm Josef Schneider nachfolgte.